# Morey-Saint-Denis
Pour le vin homonyme, voir Morey-saint-denis (AOC).
Morey-Saint-Denis est une commune française située à 17 km au sud de Dijon et 7 km au nord de Nuits-Saint-Georges dans le département de la Côte-d'Or, en région Bourgogne-Franche-Comté.
Ce village touristique et viticole, situé sur la route des Grands Crus entre Gevrey-Chambertin et Chambolle-Musigny le long de la côte de Nuits, jouit d'une réputation mondiale de prestige grâce à ses vins de Bourgogne avec cinq grands crus et vingt premiers crus.

## Géographie

### Climat
Pour des articles plus généraux, voir Climat de la Bourgogne-Franche-Comté et Climat de la Côte-d'Or.
En 2010, le climat de la commune est de type climat océanique dégradé des plaines du Centre et du Nord, selon une étude du Centre national de la recherche scientifique s'appuyant sur une série de données couvrant la période 1971-2000. En 2020, Météo-France publie une typologie des climats de la France métropolitaine dans laquelle la commune est exposée à un climat océanique altéré et est dans la région climatique  Bourgogne, vallée de la Saône, caractérisée par un bon ensoleillement (1 900 h/an), un été chaud (18,5 °C), un air sec au printemps et en été et des vents faibles. 
Pour la période 1971-2000, la température annuelle moyenne est de 10,9 °C, avec une amplitude thermique annuelle de 17,6 °C. Le cumul annuel moyen de précipitations est de 747 mm, avec 11,3 jours de précipitations en janvier et 7,3 jours en juillet. Pour la période 1991-2020, la température moyenne annuelle observée sur la station météorologique de Météo-France la plus proche, « Marsannay la Cote », sur la commune de Marsannay-la-Côte à 9 km à vol d'oiseau, est de 11,7 °C et le cumul annuel moyen de précipitations est de 803,0 mm,. Pour l'avenir, les paramètres climatiques de la commune estimés pour 2050 selon différents scénarios d'émission de gaz à effet de serre sont consultables sur un site dédié publié par Météo-France en novembre 2022.

## Urbanisme

### Typologie
Au 1er janvier 2024, Morey-Saint-Denis est catégorisée commune rurale à habitat dispersé, selon la nouvelle grille communale de densité à 7 niveaux définie par l'Insee en 2022.
Elle est située hors unité urbaine. Par ailleurs la commune fait partie de l'aire d'attraction de Dijon, dont elle est une commune de la couronne,. Cette aire, qui regroupe 333 communes, est catégorisée dans les aires de 200 000 à moins de 700 000 habitants,.

### Occupation des sols
L'occupation des sols de la commune, telle qu'elle ressort de la base de données européenne d’occupation biophysique des sols Corine Land Cover (CLC), est marquée par l'importance des territoires agricoles (51,8 % en 2018), en diminution par rapport à 1990 (53,3 %). La répartition détaillée en 2018 est la suivante : 
forêts (40,1 %), cultures permanentes (25,5 %), terres arables (18,1 %), prairies (8,3 %), zones urbanisées (8 %), milieux à végétation arbustive et/ou herbacée (0,1 %). L'évolution de l’occupation des sols de la commune et de ses infrastructures peut être observée sur les différentes représentations cartographiques du territoire : la carte de Cassini (XVIIIe siècle), la carte d'état-major (1820-1866) et les cartes ou photos aériennes de l'IGN pour la période actuelle (1950 à aujourd'hui).

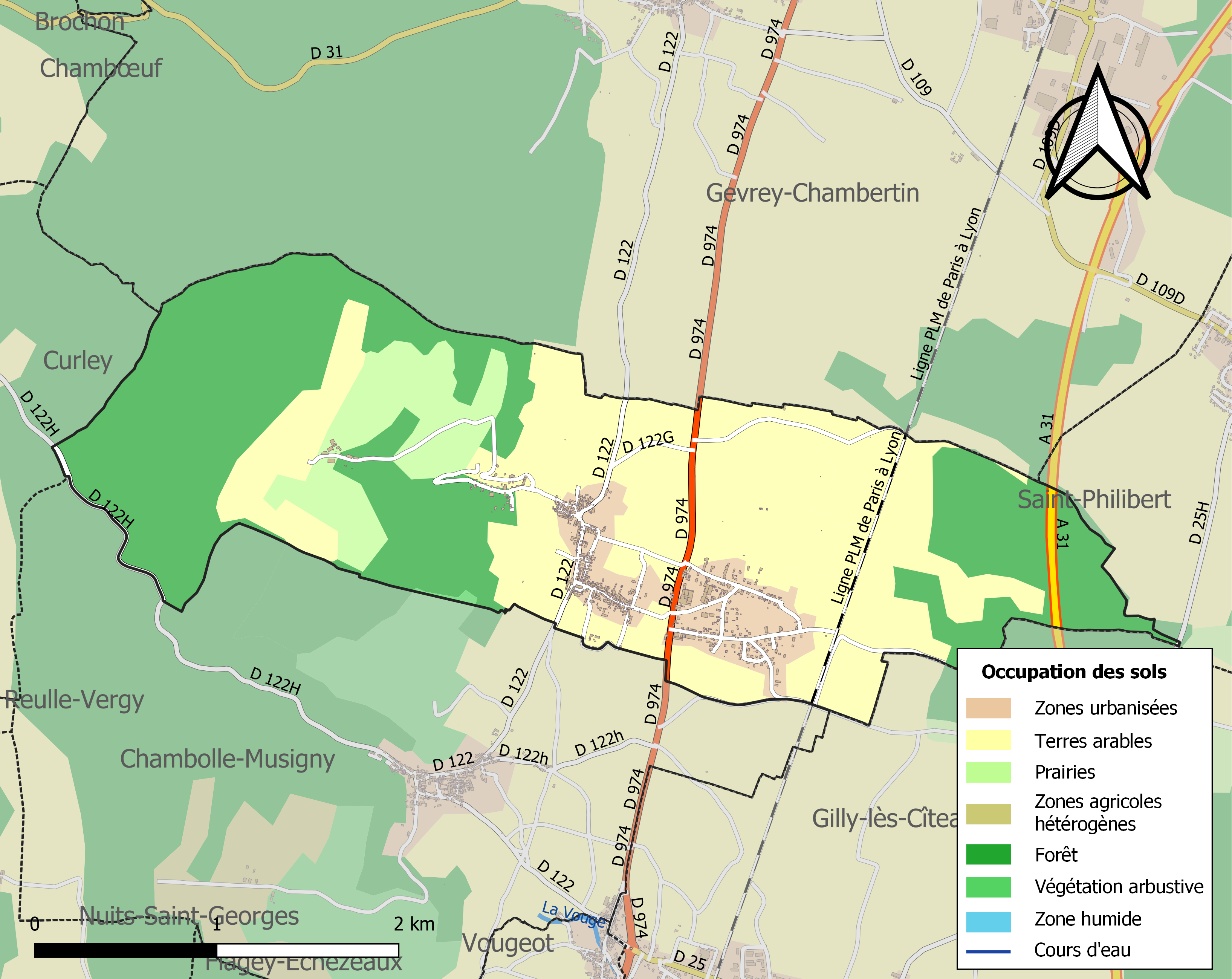
Carte des infrastructures et de l'occupation des sols de la commune en 2018 (CLC).

## Politique et administration

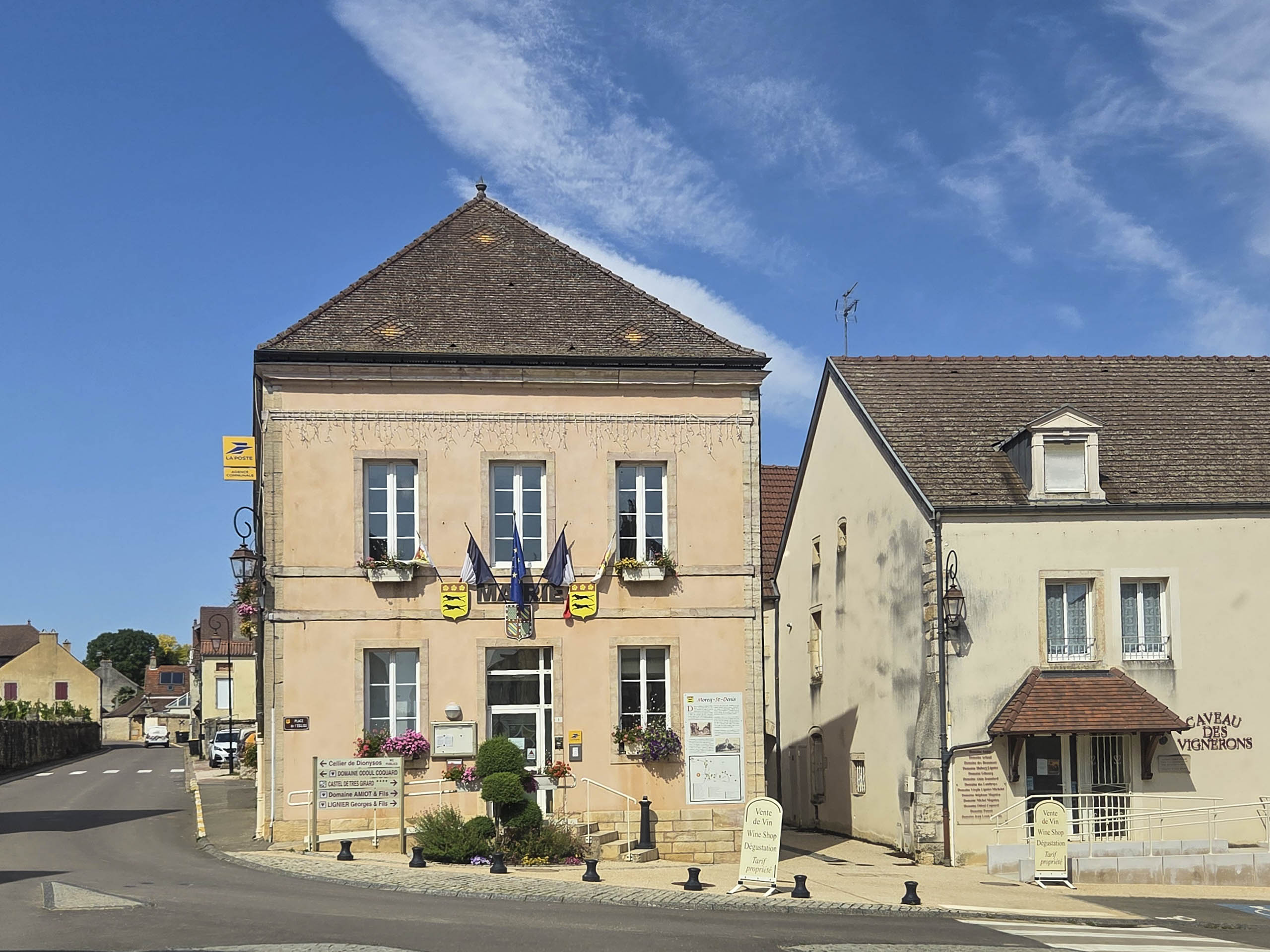
La mairie.

| Période                                  | Période  | Identité          | Étiquette | Qualité |
| ---------------------------------------- | -------- | ----------------- | --------- | ------- |
| 1977                                     | 1995     | Jean-Marie Ponsot | SE        |         |
| 1995                                     | 2008     | Pierre Boisset    | SE        |         |
| 2008                                     | en cours | Gérard Tardy      | SE        |         |
| Les données manquantes sont à compléter. |          |                   |           |         |

## Démographie

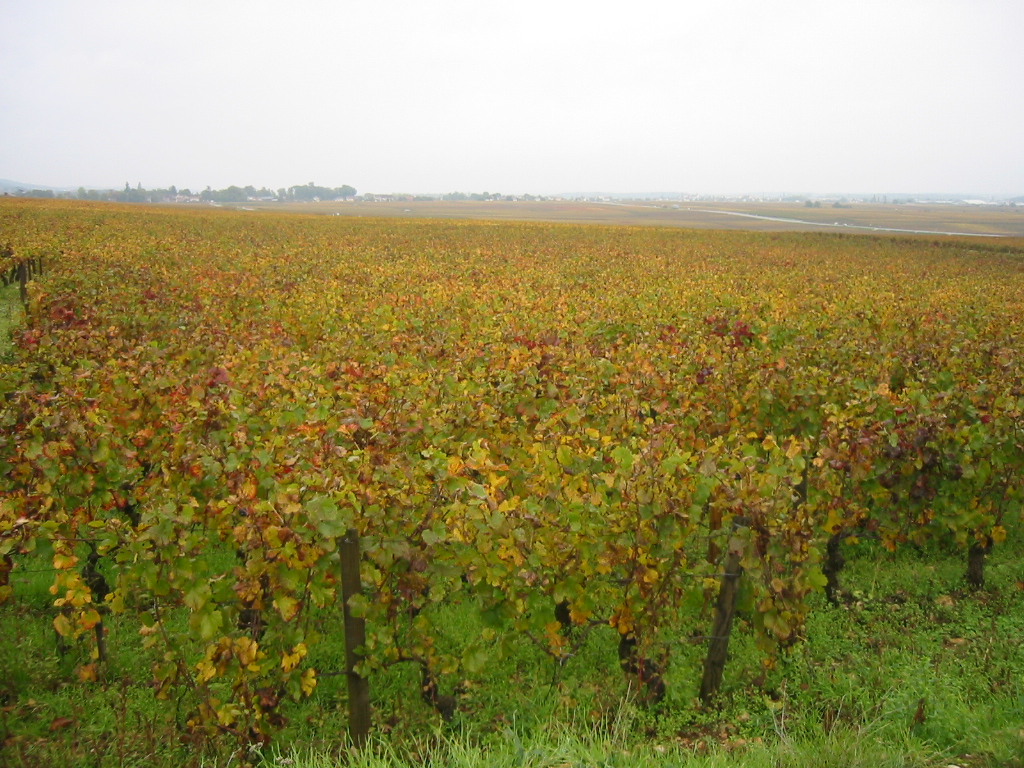
Vignoble entre Morey-Saint-Denis et Gevrey-Chambertin.

L'évolution du nombre d'habitants est connue à travers les recensements de la population effectués dans la commune depuis 1793. Pour les communes de moins de 10 000 habitants, une enquête de recensement portant sur toute la population est réalisée tous les cinq ans, les populations de référence des années intermédiaires étant quant à elles estimées par interpolation ou extrapolation. Pour la commune, le premier recensement exhaustif entrant dans le cadre du nouveau dispositif a été réalisé en 2007.

En 2022, la commune comptait 621 habitants, en évolution de −7,86 % par rapport à 2016 (Côte-d'Or : +0,82 %, France hors Mayotte : +2,11 %).
| 1793 | 1800 | 1806 | 1821 | 1836 | 1841 | 1846 | 1851 | 1856 |
| ---- | ---- | ---- | ---- | ---- | ---- | ---- | ---- | ---- |
| 650  | 623  | 657  | 656  | 658  | 623  | 654  | 656  | 566  |

| 1861 | 1866 | 1872 | 1876 | 1881 | 1886 | 1891 | 1896 | 1901 |
| ---- | ---- | ---- | ---- | ---- | ---- | ---- | ---- | ---- |
| 589  | 695  | 658  | 676  | 650  | 704  | 634  | 637  | 630  |

| 1906 | 1911 | 1921 | 1926 | 1931 | 1936 | 1946 | 1954 | 1962 |
| ---- | ---- | ---- | ---- | ---- | ---- | ---- | ---- | ---- |
| 599  | 564  | 477  | 474  | 504  | 513  | 565  | 654  | 664  |

| 1968 | 1975 | 1982 | 1990 | 1999 | 2006 | 2007 | 2012 | 2017 |
| ---- | ---- | ---- | ---- | ---- | ---- | ---- | ---- | ---- |
| 740  | 718  | 653  | 639  | 673  | 693  | 696  | 688  | 666  |

| 2022 | - | - | - | - | - | - | - | - |
| ---- | - | - | - | - | - | - | - | - |
| 621  | - | - | - | - | - | - | - | - |

## Vignoble et gastronomie
Le vignoble de Morey-Saint-Denis, sur la côte de Nuits est un des plus prestigieux du vignoble de Bourgogne et même du vignoble français et mondial avec une surface de 150 hectares de cépage pinot noir vinifiés en vin rouge dont 40 hectares classés en grand cru et 44 hectares classés en premier cru.
Un hectare est planté en aligoté qui produit un des plus rares blancs premiers crus de la Bourgogne, le Clos des Monts Luisants. 2,5 hectares, soit 3 % sont plantés en chardonnay qui produisent du vin blanc sous l'appellation morey-saint-denis.
Le vignoble de Morey-Saint-Denis a pour prestigieux voisins Gevrey-Chambertin au nord et Chambolle-Musigny au sud et produit à lui seul cinq des trente-deux grands crus AOC bourguignons : 
- clos-de-la-roche,
- clos-saint-denis,
- clos-des-lambrays,
- clos-de-tart et
- bonnes-mares (en commun avec Chambolle-Musigny qui en possède la plus grande partie).

Le vignoble de Morey-Saint-Denis bénéficie également de vingt appellations premier cru et d'une appellation village morey-saint-denis en vin rouge et vin blanc.
Les vins de Morey-Saint-Denis sont des vins de longue garde (dix à vingt ans et plus pour les exceptions selon le millésime), très colorés, puissants, aux arômes et saveurs intenses évoquant entre autres le cassis, cerise, musc, réglisse...
La puissance des vins de Morey-Saint-Denis s'associe avec une cuisine corsée et élaborée : gibiers, viande rouge grillée, gigot de mouton, bœuf bourguignon, civet de lapin, coq au vin, fromages puissants, époisses (cuisine bourguignonne).

## Lieux et monuments
- Très nombreuses caves de viticulteurs à visiter et grands vins de Bourgogne à déguster.
- Nombreux restaurants gastronomiques bourguignons.
- Église du XVIIIe siècle.

## Héraldique
| Blason de Morey-Saint-Denis | Blason  | D'or à deux loups courants de sable, lampassés de gueules, l'un au-dessus de l'autre, au chef de gueules chargé de trois quintefeuilles d'or. |
| Blason de Morey-Saint-Denis | Détails | Le statut officiel du blason reste à déterminer.                                                                                              |

## Protection de l'environnement
La côte et les combes sont classées dans la Zone naturelle d'intérêt écologique, faunistique et floristique de type I de la Côte dijonnaise et font partie du site Natura 2000 de l'Arrière côte de Dijon et de Beaune.

## Photos de Morey-Saint-Denis

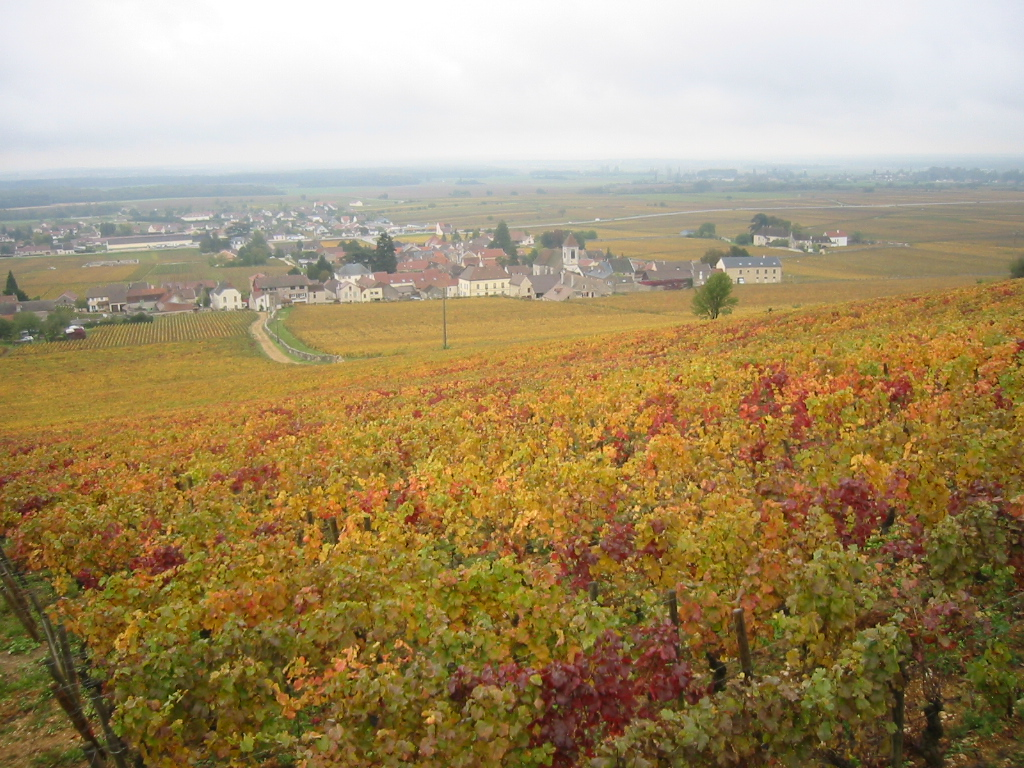
Morey-Saint-Denis.
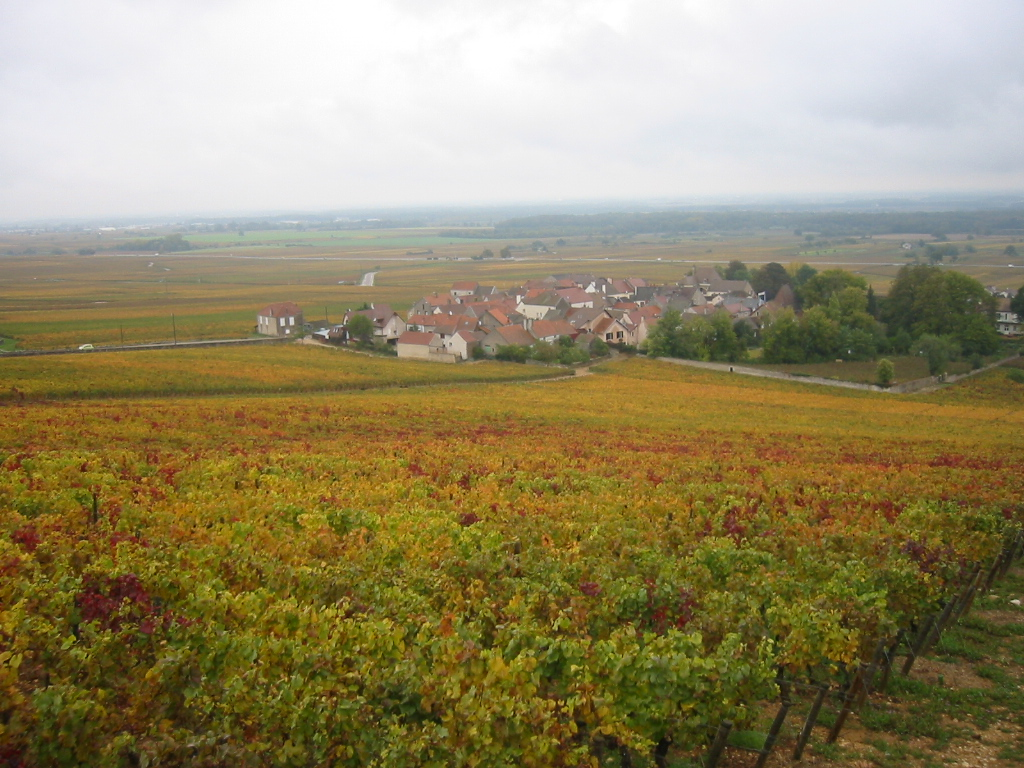
Morey-Saint-Denis.
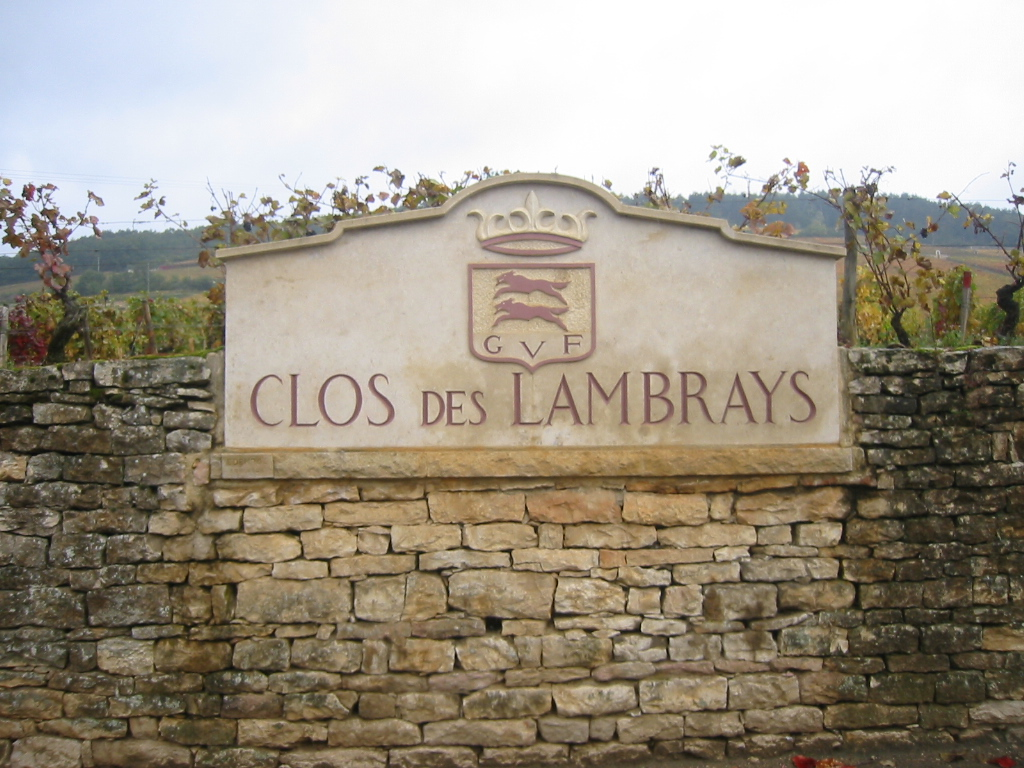
Clos des Lambrays.
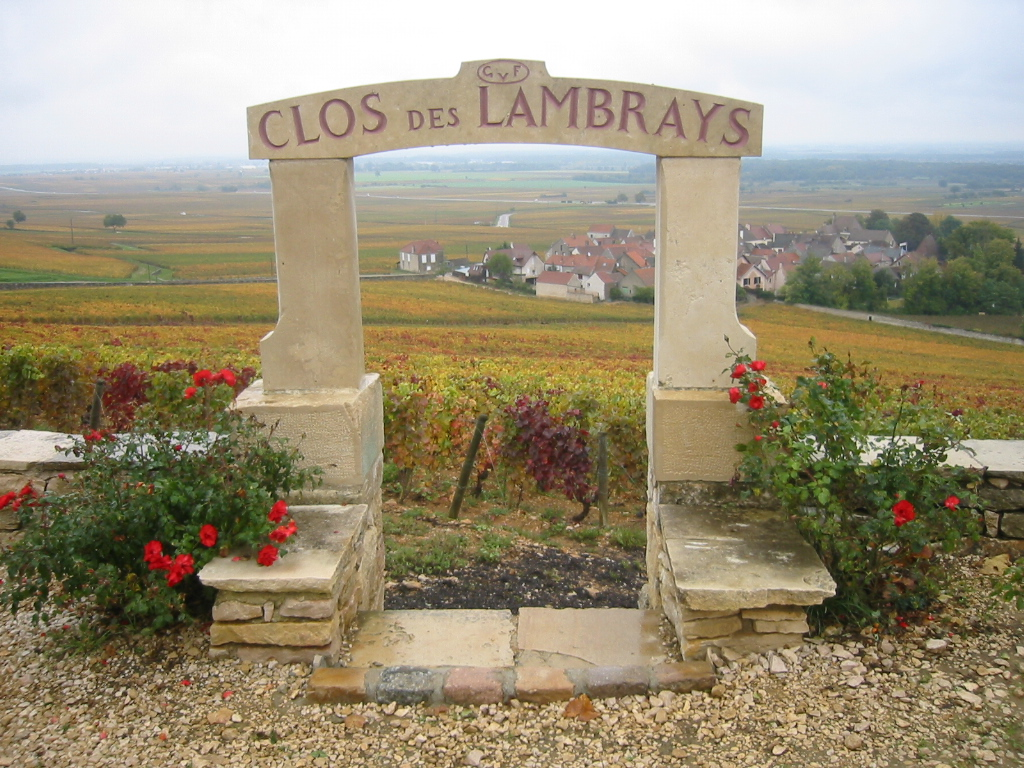
Clos des Lambrays.
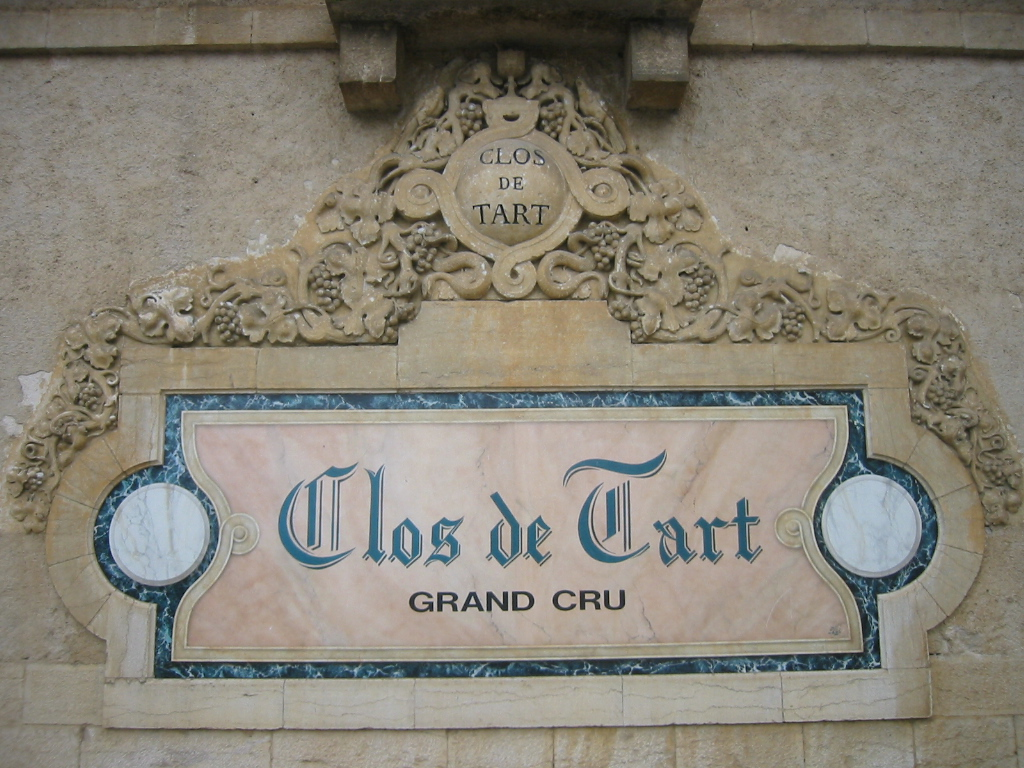
Clos-de-tart.
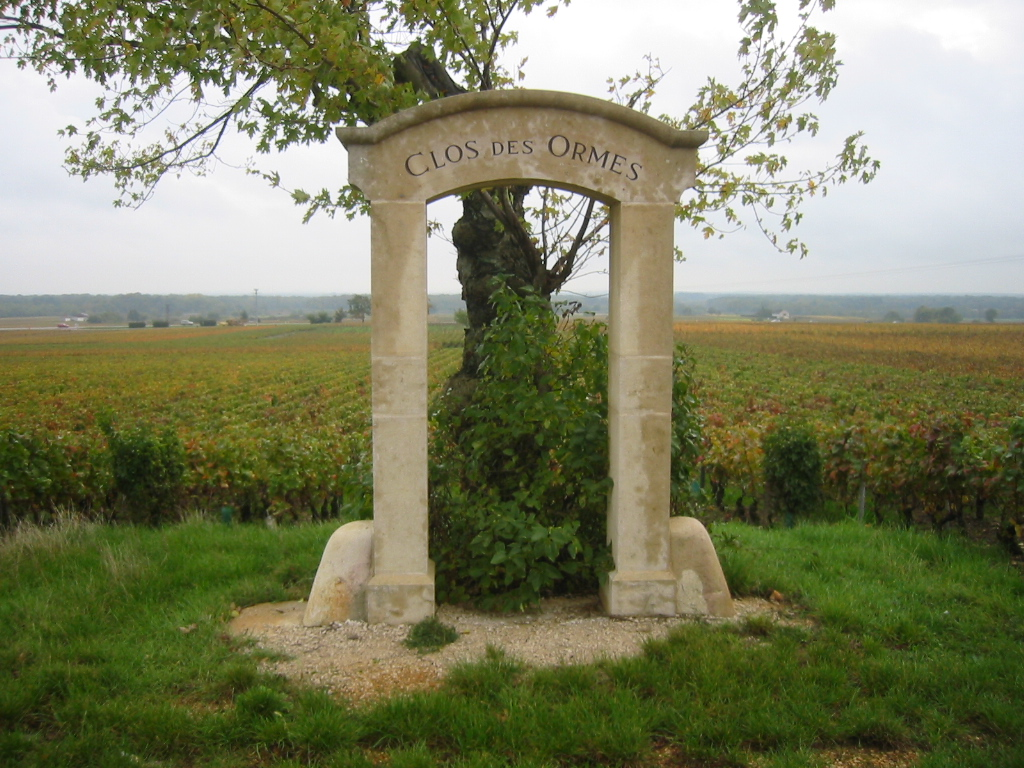
Clos des Ormes.
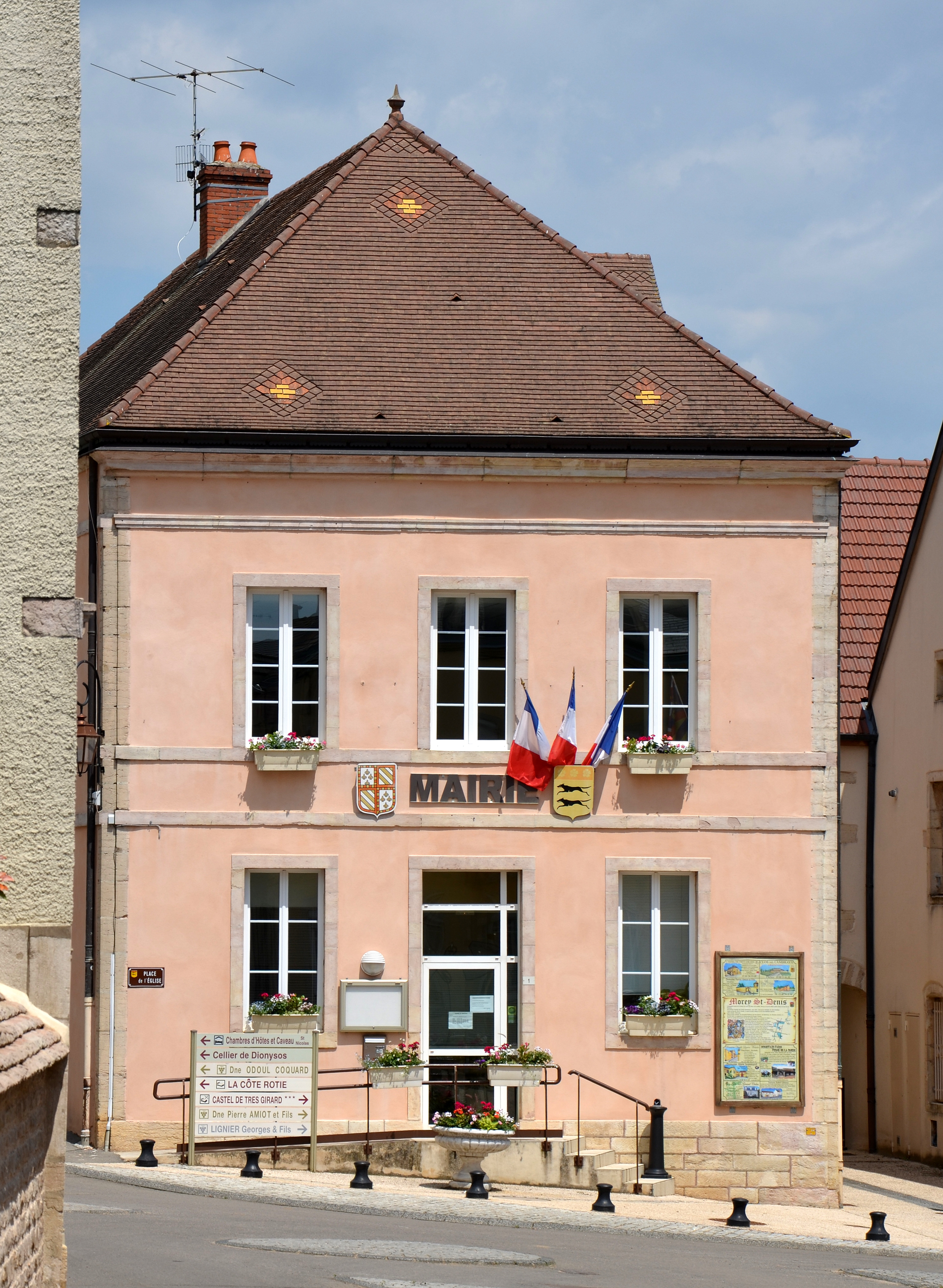
Mairie.
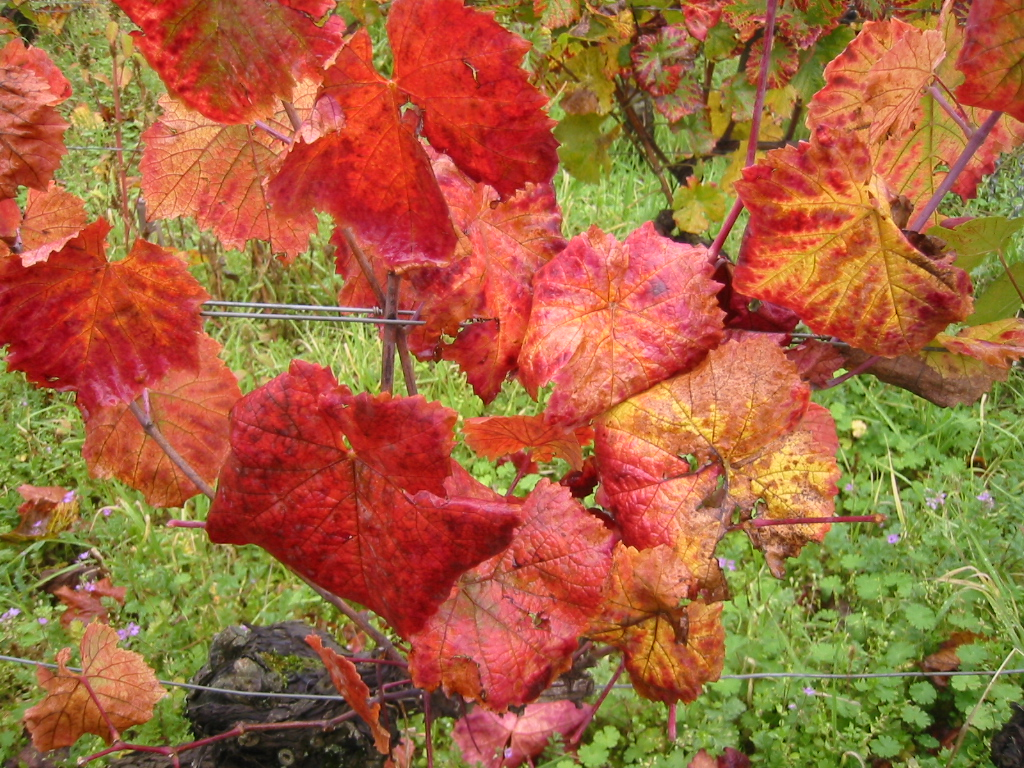
Vigne en automne.
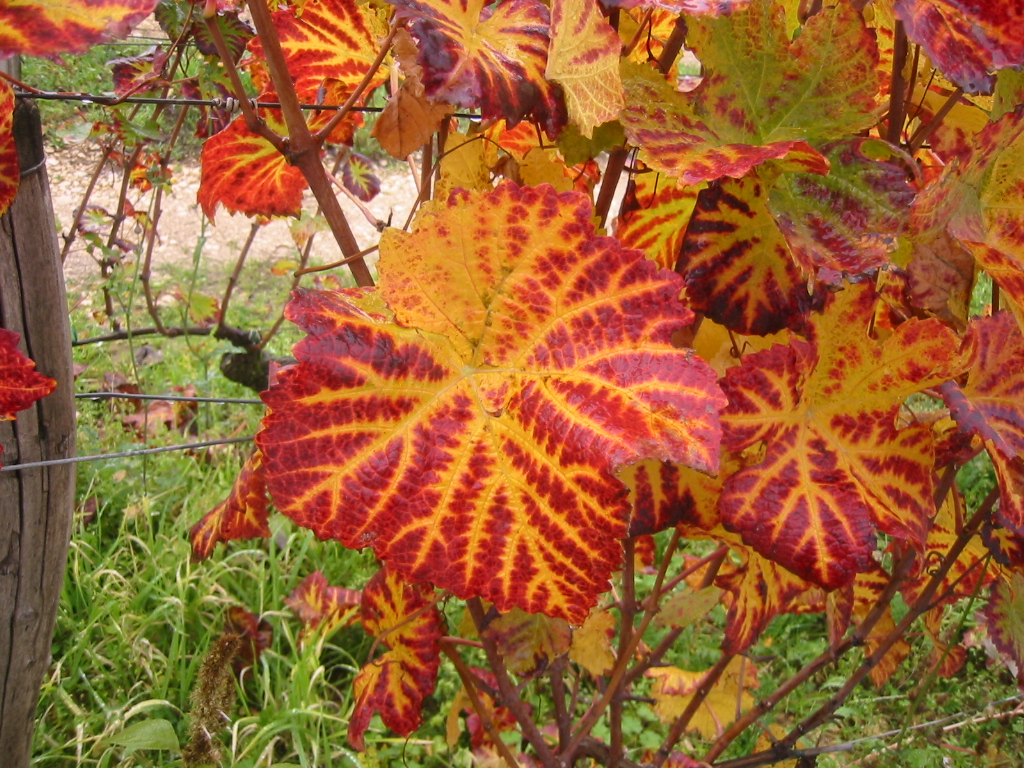
Vigne en automne.
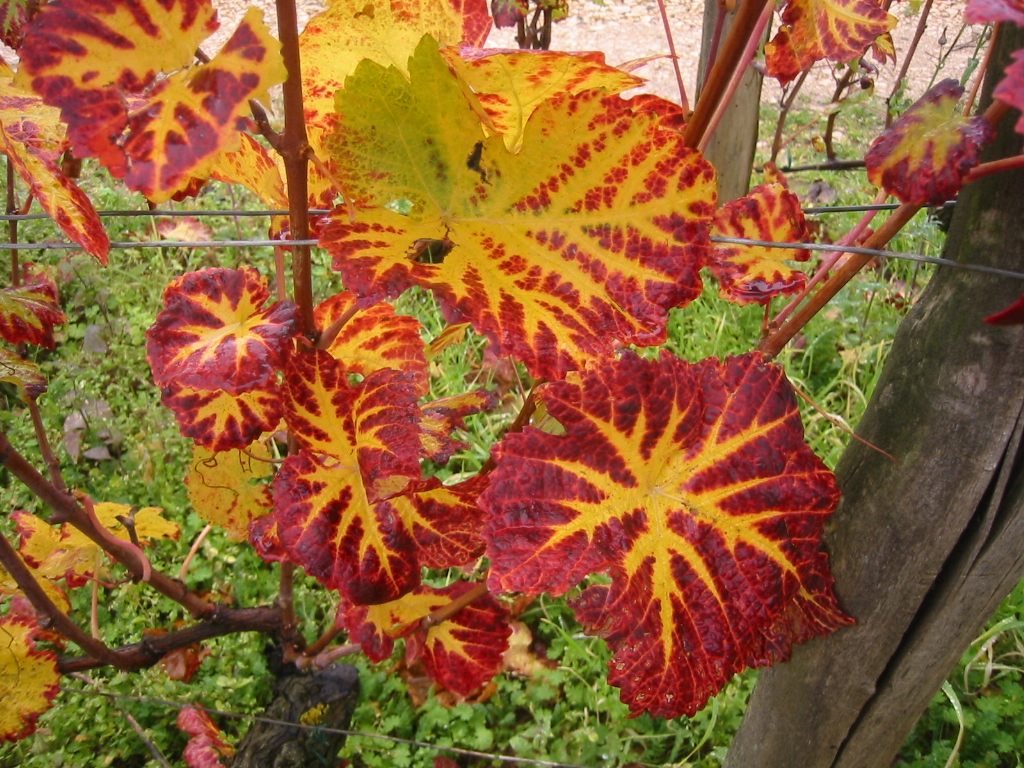
Vigne en automne.